# Briefmarken-Jahrgang 1922 des Saargebiets
Der Briefmarken-Jahrgang 1922 des Saargebiets umfasste am 1. März ausgegebene 14 Marken (Nr. 84 – 97) in einer Freimarkenserie ähnlich der des Vorjahrs, aber in etwas größerem Format und mit Wertangabe in der im Vorjahr eingeführten französischen Franken-Währung. Hinzu kamen im Oktober 1923 vier weitere Marken in geänderten Farben (Nr. 98 – 101; siehe den Briefmarken-Jahrgang 1923 des Saargebiets).

## Übersicht über die Ausgaben
Die Marken wurden wie im Vorjahr wieder in der Druckerei Imprimerie Hélio Vaugirard in Paris im Buchdruckverfahren hergestellt und wiesen verschiedene Darstellungen aus dem Saargebiet auf. Die Auflage betrug für die Ausgaben der Jahre 1922 und 1923 120.000 vollständige Sätze.

## Liste der Ausgaben
Legende
- Bild: Eine bearbeitete Abbildung der genannten Marke. Das Verhältnis der Größe der Briefmarken zueinander ist in diesem Artikel annähernd maßstabsgerecht dargestellt. Sollten keine Marken abgebildet sein, liegt es daran, dass das Urheberrecht des Künstlers noch nicht erloschen ist.
- Beschreibung: Eine Kurzbeschreibung des Motivs und/oder des Ausgabegrundes. Bei ausgegebenen Serien oder Blocks werden die zusammengehörigen Beschreibungen mit einer Markierung versehen eingerückt.
- Wert: Der Frankaturwert der einzelnen Marke in Saar-Franken. Ein „+“ bedeutet, dass es sich um eine Zuschlagsmarke handelt (= Frankaturwert + Spende).
- Ausgabedatum: Das Datum des erstmaligen Verkaufs dieser Briefmarke.
- Gültig bis: Das Datum, an dem die Gültigkeit endete.
- Auflage: Soweit bekannt, wird hier die zum Verkauf angebotene Anzahl dieser Ausgabe angegeben.
- Entwurf: Soweit bekannt, wird hier angegeben, von wem der Entwurf dieser Marke stammt.
- Mi.-Nr.: Diese Briefmarke wird im Michel-Katalog unter der entsprechenden Nummer gelistet.

| Freimarken | Freimarken                                                        | Freimarken         | Freimarken            | Freimarken        | Freimarken | Freimarken   | Freimarken |
| ---------- | ----------------------------------------------------------------- | ------------------ | --------------------- | ----------------- | ---------- | ------------ | ---------- |
| Bild       | Beschreibung                                                      | Werte in cent./Fr. | Ausgabe- datum (1921) | gültig bis        | Auflage    | Aufdruck auf | MiNr.      |
| -          | Freimarkenausgabe 1922 - Drahtseilbahn Fenne                      | 3 centimes         | 1. März               | 31. Dezember 1933 | unbekannt  | -            | 84         |
|            | Freimarkenausgabe 1922 - Bergmann unter Tage                      | 5 centimes         | 1. März               | 31. Dezember 1933 | unbekannt  | -            | 85         |
|            | Freimarkenausgabe 1922 - Alte Brücke in Saarbrücken               | 10 centimes        | 1. März               | 31. Dezember 1933 | unbekannt  | -            | 86         |
|            | Freimarkenausgabe 1922 - Drahtseilbahn Fenne                      | 15 centimes        | 1. März               | 31. Dezember 1933 | unbekannt  | -            | 87         |
| -          | Freimarkenausgabe 1922 - Neues Rathaus Saarbrücken St. Johann     | 20 centimes        | 1. März               | 31. Dezember 1933 | unbekannt  | -            | 88         |
|            | Freimarkenausgabe 1922 - Neues Rathaus Saarbrücken St. Johann     | 25 centimes        | 1. März               | 31. Dezember 1933 | unbekannt  | -            | 89         |
| -          | Freimarkenausgabe 1922 - Neues Rathaus Saarbrücken St. Johann     | 30 centimes        | 1. März               | 31. Dezember 1933 | unbekannt  | -            | 90         |
|            | Freimarkenausgabe 1922 - Steingutfabrik Mettlach (ehem. Abtei)    | 40 centimes        | 1. März               | 31. Dezember 1933 | unbekannt  | -            | 91         |
|            | Freimarkenausgabe 1922 - Hafen in Saarbrücken                     | 50 centimes        | 1. März               | 31. Dezember 1933 | unbekannt  | -            | 92         |
| -          | Freimarkenausgabe 1922 - Steingutfabrik in Mettlach (ehem. Abtei) | 75 centimes        | 1. März               | 31. Dezember 1933 | unbekannt  | -            | 93         |
| -          | Freimarkenausgabe 1922 - Evangelische Ludwigskirche               | 1 Fr.              | 1. März               | 31. Dezember 1933 | unbekannt  | -            | 94         |
| -          | Freimarkenausgabe 1922 - Förderturm und Wetterschacht             | 2 Fr.              | 1. März               | 31. Dezember 1933 | unbekannt  | -            | 95         |
| -          | Freimarkenausgabe 1922 - Gotische Kirche im Mettlacher Park       | 3 Fr.              | 1. März               | 31. Dezember 1933 | unbekannt  | -            | 96         |
| -          | Freimarkenausgabe 1922 - Burbacher Hütte (größeres Format)        | 5 Fr.              | 1. März               | 31. Dezember 1933 | unbekannt  | -            | 97         |